# درآمد سرانه

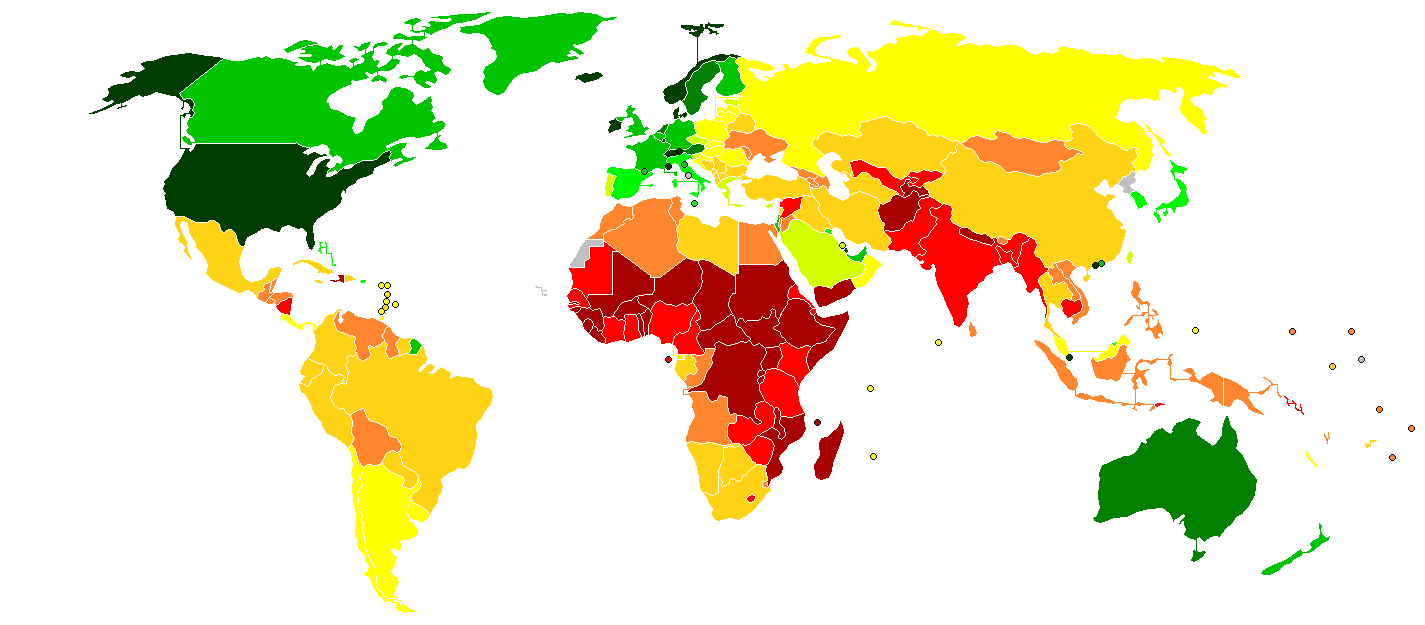
کشورها بر پایه سرانه درآمد ناخالص ملی (PPP) در ۲۰۱۸

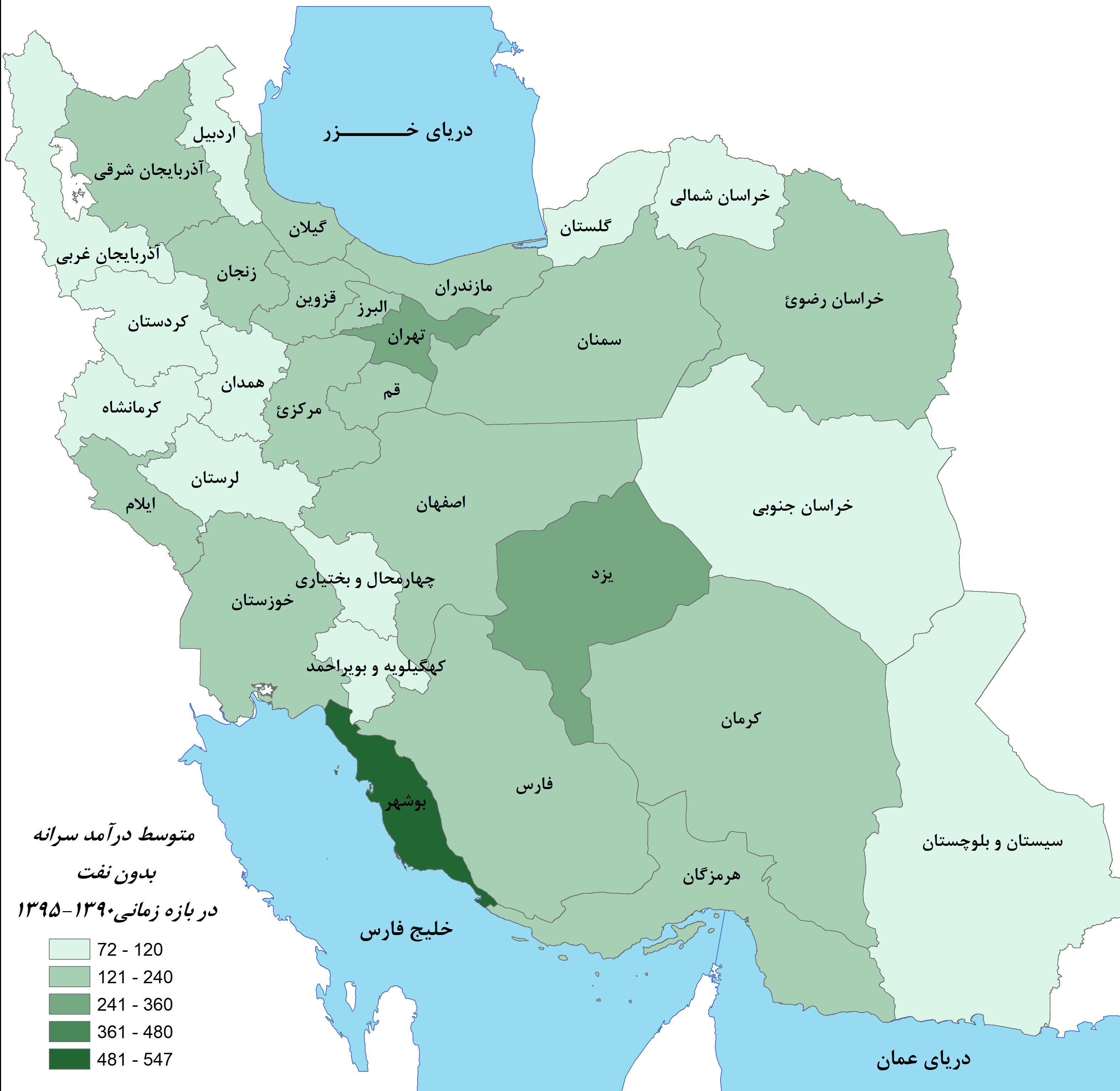
درآمد سرانه بدون نفت برای سال‌های ۱۳۹۰–۱۳۹۵ بر گرفته از حساب‌های منطقه‌ای مرکز آمار ایران

برای محاسبه درآمد سرانه تولید ناخالص داخلی (GDP) کشور را بر جمعیت تقسیم کرده عدد به دست آمده درآمد سرانه کشور است. لازم است ذکر شود در کشور ایران برای سنجش وضعیت تولید در استان‌ها، ارزش افزوده حاصله از نفت را حذف کرده و درآمد سرانه بدون نفت را محاسبه می‌کنند.
برای محاسبه تولید ناخالص داخلی دو روش وجود دارد یکی استفاده از ارزش اسمی نرخ ارز است؛ یعنی تولیدات ده سال کشور در بازار جهانی چه میزان ارزش داشته‌اند. روش دیگر استفاده از روش نابرابری قدرت خرید است. معنی نابرابری خرید این است که چه مقدار پول در کشور ایکس قدرت خریدی به اندازه همان مقدار در دیگر کشورها دارد. سازمان ملل، بانک جهانی، صندوق بین‌المللی پول و کتاب واقعیت‌های جهان سیا هر دو آمار را با هم ارائه می‌دهند.
برای مثال تولید سرانه ایران بر اساس آمار صندوق بین‌المللی پول در سال ۲۰۱۷ معادل ۵۲۰۰ دلار (رتبه ۹۱ دنیا) و بر اساس ارزش اسمی بوده‌است اما بر مبنای قدرت برابری خرید، درآمد سرانه ایران معادل ۱۸۰۰۰دلار بوده‌است.
درآمد سرانه اغلب برای اندازه‌گیری متوسط ثروت جمعیت‌های مختلف و نیز برای اندازه‌گیری استاندارد زندگی یک کشور استفاده می‌شود.